# Rationaliteit
Rationaliteit is consistent handelen op basis van de rede. Hierbij vindt ideevorming en handelen plaats op basis van feiten met kennis van oorzaak en gevolg en zijn de te verwachten baten groter dan de verwachte kosten, maximalisatie van het verwachte nut of vooruitzicht.
Hoewel rationaliteit objectiviteit veronderstelt en daarmee vrij zou moeten zijn van emoties, is het wel rationeel om bij besluitvorming rekening te houden met de emoties die voort kunnen komen uit een beslissing. Naast deze sociale rationaliteit zijn er beperkingen aan de beschikbaarheid van informatie, cognitieve beperkingen en de beperkte tijd om tot een besluit te komen, de beperkte rationaliteit.
Rationaliteit is van groot belang in het werk van Max Weber. Het was volgens hem de rationalisering die de moderne maatschappij mogelijk had gemaakt. Hij maakte onder meer onderscheid tussen doelrationaliteit en waarderationaliteit. Wat rationaliteit nu echter precies inhoudt, blijkt niet eenduidig te beantwoorden en Weber zelf onderscheidt al zestien verschillende betekenissen bij het begrip.